# Перекалье (Октябрьский район)
Перека́лье (бел. Перекалье, Перекалле) — упразднённая деревня в Октябрьском районе Гомельской области Беларуси. В составе Октябрьского сельсовета.

## История
В 1909 году хутор Перекалье в Бобруйском уезде Рудобельской волости Минской губернии.
Деревня на территории Октябрьского района Гомельской области, уничтоженная немецко-фашистскими захватчиками вместе с жителями во время Великой Отечественной войны.
Находилась в 1,5 км на северо-запад от д. Залесье Октябрьского сельсовета. Перед войной в деревне жило 115 человек.
Во время карательной операции в апреле 1942 года гитлеровцы убили 76 жителей, разграбили имущество и сожгли деревню (27 дворов).
После войны не возродилась.
На могиле жертв фашизма в 1964 году установлена стела.
Деревня увековечена в мемориальном комплексе «Хатынь».

## Население
- 1909 год — 50 жителей, 6 дворов[2]

## Достопримечательность
- Обелиск мирным гражданам, сожженным в деревне Перекалье немецко-фашистскими захватчиками в апреле 1942 года (номер воинского захоронения 8412)[4].